# Pleuroptya sabinusalis
Pleuroptya sabinusalis là một loài bướm đêm trong họ Crambidae.